# Río Periyar
El río Periyar es un corto río costero asiático, un río de la India que con 244 km de longitud es el más largo de los ríos del estado de Kerala. El río también es conocido como la cuerda salvavidas de Kerala, ya que es uno de los pocos ríos perennes de ese estado, al que da vida generando buena parte de la fuerza eléctrica gracias a los proyectos hidroelécticos realizados en él, grandes y pequeños, y a que sus aguas se usan para cubrir las necesidades de agua potable de las principales ciudades keralíes.

## Origen
El río se origina en las montañas de los Ghats Occidentales, cerca de la frontera con el estado de Tamil Nadu. Luego fluye al norte por el parque nacional de Periyar en el lago Periyar, un embalse artificial de 55 km² creado en 1895 por la construcción de una presa en el río. En el embalse el agua es desviada hacia el río Vaigai, en Tamil Nadu, vía un túnel que atraviesa las montañas Western Occidentales. Desde el embalse el río continua fluyendo hacia el noroeste, atravesando la localidad de Neeleeswaram y desaguando finalmente en el lago Vembanad, una laguna costera conectada con el mar de Laquedivas. 
Sus tributarios más grandes son los ríos Muthirapuzha,   Mullayar,   Cheruthoni, Perinjankutti y Edamala.